# Marchaczewszczyzna
Marchaczewszczyzna (biał. Мархачоўшчына; ros. Мархачёвщина) – wieś na Białorusi, w obwodzie mińskim, w rejonie stołpeckim, w sielsowiecie Wiśniowiec.

## Historia
W XIX w. wieś i folwark. W latach 1836–1841 mieszkał tu Władysław Syrokomla. 
W dwudziestoleciu międzywojennym leżała w Polsce, w województwie nowogródzkim, w powiecie stołpeckim, w gminie Świerżeń. Demografia w 1921 przedstawiała się następująco:
|                               | Liczba mieszkańców | Budynki | Narodowość  | Narodowość | Narodowość | Narodowość        | Wyznanie    | Wyznanie   | Wyznanie |
| Polacy                        | Liczba mieszkańców | Budynki | Białorusini | Żydzi      | inna       | rzymskokatolickie | prawosławne | mojżeszowe |          |
| ----------------------------- | ------------------ | ------- | ----------- | ---------- | ---------- | ----------------- | ----------- | ---------- | -------- |
| wieś Marchaczewszczyzna       | 140                | 26      | 11          | 124        | 4          | 1                 | 9           | 127        | 4        |
| folwark Marchaczewszczyzna I  | 8                  | 1       | 8           | –          | –          | –                 | 8           | –          | –        |
| folwark Marchaczewszczyzna II | 35                 | 4       | 25          | 9          | –          | 1                 | 25          | 10         | –        |

Po II wojnie światowej w granicach Związku Sowieckiego. Od 1991 w niepodległej Białorusi.